# Острівецька сільська рада (Уманський район)
Остріве́цька сільська́ ра́да — адміністративно-територіальна одиниця та орган місцевого самоврядування в Уманському районі Черкаської області. Адміністративний центр — село Острівець.

## Загальні відомості
- Населення ради: 458 осіб (станом на 2001 рік)

## Населені пункти
Сільській раді підпорядковані населені пункти:
- с. Острівець

## Склад ради
Рада складається з 12 депутатів та голови.
- Голова ради: Григоренко Наталія Романівна
- Секретар ради: Ковальчук Олена Іванівна

### Керівний склад попередніх скликань
| Прізвище, ім'я, по батькові  | Основні відомості                                   | Дата обрання | Дата звільнення |
| ---------------------------- | --------------------------------------------------- | ------------ | --------------- |
| Григоренко Наталія Романівна | Сільський голова, 1960 року народження, освіта вища | 26.03.2006   | 31.10.2010      |
| Григоренко Наталія Романівна | Сільський голова, 1960 року народження, освіта вища | 31.10.2010   |                 |

Примітка: таблиця складена за даними сайту Верховної Ради України

### Депутати
За результатами місцевих виборів 2010 року депутатами ради стали:

#### За суб'єктами висування
| Суб'єкт висування | Кількість обраних депутатів | %   |
| ----------------- | --------------------------- | --- |
| Партія регіонів   | 12                          | 100 |

#### За округами
| № округу        | Прізвище, ім'я, по батькові     | Дата визнання обраним | Освіта             | Партійна приналежність | Відомості про обраного депутата              |
| --------------- | ------------------------------- | --------------------- | ------------------ | ---------------------- | -------------------------------------------- |
| Партія регіонів |                                 |                       |                    |                        |                                              |
| 1               | Криворучко Ігор Леонідович      | 03.11.2010            | середня            | член Партії регіонів   | СТОВ «Дружба», водій                         |
| 2               | Кам'янецький Петро Миколайович  | 03.11.2010            | вища               | позапартійний          | тимчасово не працює                          |
| 3               | Гондюк Анатолій Дмитрович       | 03.11.2010            | середня            | член Партії регіонів   | приватний підприємець                        |
| 4               | Цибенко Анатолій Іванович       | 03.11.2010            | вища               | позапартійний          | ТОВ ім. Черняховського, агроном              |
| 5               | Клименко Володимир Анатолійович | 03.11.2010            | середня            | позапартійний          | одноосібник                                  |
| 6               | Ковальова Ольга Миколаївна      | 03.11.2010            | середня спеціальна | член Партії регіонів   | Острівецька сільська бібліотека, бібліотекар |
| 7               | Усатюк Василь Павлович          | 03.11.2010            | середня спеціальна | член Партії регіонів   | пенсіонер                                    |
| 8               | Гондюк Андрій Дмитрович         | 03.11.2010            | середня            | член Партії регіонів   | одноосібник                                  |
| 9               | Дядюра Олександр Олександрович  | 03.11.2010            | середня            | позапартійний          | СТОВ «Дружба», завмайстернею                 |
| 10              | Драган Світлана Володимирівна   | 03.11.2010            | середня спеціальна | позапартійна           | Дубівська ветлікарня, ветлікар               |
| 11              | Калієвський Роман Валерійович   | 03.11.2010            | середня            | член Партії регіонів   | ДНЗ, кочегар                                 |
| 12              | Ковальчук Олена Іванівна        | 03.11.2010            | середня спеціальна | позапартійна           | Острівецька сільська рада, секретар          |